# Иашвили, Дмитрий
Дмитрий (Димитри) Иашвили (фр. Dimitri Yachvili, родился 19 сентября 1980 в городе Брив-ла-Гайард) — французский регбист грузинского происхождения, выступавший на позиции скрам-хава в составе сборной Франции.

## Биография

### Семья
Дедушка по отцовской линии Дмитрия, Карло Иашвили, был солдатом РККА и участвовал в Великой Отечественной войне: он попал в плен к немцам и находился долгое время в одном из концлагерей Рейха. Вскоре Карло бежал из плена, выбрался во Францию (в провинцию Лимузен), где вступил в ряды Движения Сопротивления. По окончании войны Карло остался жить во Франции. Дедушка по материнской линии — Александр Маркарян, сын грека и армянки, чудом уцелевшей во время геноцида армян. В 1950-е годы Маркарян играл в регби за команду «Брив» на позиции хукера. Отец Мишель (Михаил) Иашвили, также был профессиональным регбистом и блистал в 1970-е годы: в 1968 году он дебютировал в составе сборной Франции и выиграл Большой шлем, долгое время был капитаном французской сборной. Помимо Дмитрия, у Михаила также есть сыновья Грегуар и Шарль-Эдуард. Жена Дмитрия — Мейде, у него есть сын Лукас (родился 25 ноября 2004) и дочь Жюстин (родилась 5 мая 2008).

### Клубная карьера
Дмитрий занимался регби на достаточно хорошем уровне, тренируясь в молодёжном составе клуба «Брив». В возрасте 19 лет Дмитрий покинул клуб и, поступив в Парижский университет, начал играть за его регбийную команду. В сезоне 2001/2002 он выступал в английской команде «Глостер», с которой выиграл чемпионат Англии. Вернувшись во Францию, Дмитрий пришёл в команду «Биарриц Олимпик», с которой дважды выиграл чемпионат Франции (2005 и 2006 годы) и дважды доходил до финала Кубка Хейнекен (2006 и 2010 годы). В 2010 году в полуфинале против ирландского «Манстера» Дмитрий в одиночку решил исход матча, реализовав 6 штрафных ударов и выведя команду в финал, но в поединке против «Тулузы» в финале даже его 14 очков не хватило для победы («Биарриц» проиграл 21:19). Сезон 2011/2012 он частично пропустил из-за травмы, полученной во время матча за сборную, однако по возвращении в команду сумел помочь ей избежать вылета из Топ-14.
10 апреля 2014 года Иашвили объявил о завершении профессиональной игровой карьеры, сославшись на серьёзную физическую и психологическую усталость.

### Карьера в сборной
23 ноября 2002 состоялся дебют Дмитрия Иашвили за сборную Франции в поединке против сборной Канады: он сумел попасть в состав, в котором блистали Фабьен Галтье, Жан-Батист Элиссальд, Пьер Миньони и Морган Парра. Дмитрий вышел на поле в конце игры, заменив Фабьена Галтье. В стартовом составе Дмитрий впервые вышел 8 марта 2003 в матче против Ирландии. Яшвили играл на чемпионате мира 2003 года. Также он участвовал в трёх матчах против Англии в 2004, 2005 и 2006 годах и стал словно «проклятым» для англичан игроком в тех встречах: во всех трёх матчах Франция одержала уверенные победы усилиями одного только Иашвили, который в 2004 году набрал 19 очков, в 2005 — 18 (в той встрече он в одиночку набрал все очки для Франции), а в 2006 году ограничился 16 очками. На чемпионате мира в Новой Зеландии Дмитрий проявил себя во всей красе, выведя команду в финал и сломив валлийцев в полуфинале. На том чемпионате мира его команда завоевала серебряные медали, уступив в упорной схватке хозяевам турнира.

## Стиль игры
Дмитрий был высокотехничным игроком, мастер точного паса, хорошо работал ногами. Одним из его тренеров является бывший футболист команды «Сент-Этьен» Жан-Мишель Ларке. 11 июня 2005 в матче между командами «Биарриц Олимпик» и «Стад Франсес» Дмитрий установил рекорд по набранным очкам за матч, набрав 29 очков (из них 9 были набраны благодаря штрафным ударам). По отзывам Энди Гормасалля:

Он [Дмитрий] обладает хорошим пасом и, возможно, лучше всех в мире играет ногами.
Оригинальный текст (фр.)Il a une très bonne passe et sans doute le meilleur jeu au pied du monde pour le poste.

## Достижения

### Клубные
- Чемпион Франции: 2005, 2006
- Чемпион Англии: 2002
- Победитель Европейского кубка вызова: 2012
- Финалист Кубка Хейнекен: 2006, 2010

### В сборной
- Серебряный призёр чемпионата мира: 2011
- Чемпион Европы (Кубок шести наций): 2004, 2006, 2007 и 2010
- Обладатель Большого шлема: 2004 и 2010